# Marquise (Passo di Calais)
Marquise è un comune francese di 5 169 abitanti situato nel dipartimento del Passo di Calais nella regione dell'Alta Francia.
Il territorio comunale è bagnato dalle acque del fiume Slack.

## Storia

### Simboli
L'alveare e le api potrebbero rappresentare la laboriosità degli abitanti di Marquise, oppure essere simbolo dell'adesione al bonapartismo essendo lo stemma stato adottato tra il 1863 e il 1865 durante il Secondo Impero francese.
Il fourquet (mash paddle in inglese) è una lunga spatola, spesso di legno, che viene utilizzata per mescolare l'orzo durante la preparazione della birra artigianale. Esso rappresenta i birrifici presenti a Marquise e i picconi ricordano l'estrazione di minerali di ferro dal territorio del comune.

## Società

### Evoluzione demografica
Abitanti censiti